# Pompe cu mișcări alternative
Pompele cu mișcări alternative sunt pompe la care volumul camerei de pompare se modifică ca urmare a deplasării alternative a unui piston, plunjer sau a unei membrane. Faza în care volumul camerei de pompare crește se numește aspirație iar faza în care acesta scade se numește refulare. În faza de aspirație, prin creșterea volumului camerei de pompare, presiunea din camera scade, ceea ce determină aspirarea lichidului în pompă. La refulare, prin micșorarea volumului camerei de pompare, presiunea crește, determinând evacuarea lichidului din pompă. Aspirarea și refularea lichidului în/din camera de pompare se face prin racorduri distincte. Pentru ca lichidul să intre în pompă numai prin conducta de aspirație, se deschide o supapă din racordul de aspirație, concomitent cu închiderea unei supape din racordul de refulare. În faza de refulare se închide supapa de aspirație simultan cu deschiderea supapei de refulare. Închiderea si deschiderea supapelor se face automat, prin variația presiunii în camera de pompare.

## Pompele cu piston
Pompele cu piston sunt pompe formate din camera (cilindrul) de pompare, piston, canalele de aspirație și de evacuare, supapele de aspirație și de evacuare și sistemul de acționare.
Pompele la care pistonul are numai o față activă, presând lichidul numai când se mișcă într-un singur sens, se numesc pompe cu simplu efect. Dacă ambele fețe ale pistonului sunt active, cilindrul este închis la ambele  capete și are supape de admisie și de evacuare de asemenea la ambele capete; pompa debitează la fiecare cursă a pistonului; aceste pompe se numesc cu dublu efect. Mai multe pompe cu simplu sau cu dublu efect pot fi montate în paralel și secționate prin biele și manivele de același arbore.
Cilindrul pompelor cu piston este de obicei vertical, la pompele mici, și orizontal la pompele mari. Este construit din fontă până la 20 de atmosfere sau din oțel turnat pentru presiuni mai mari.
Pompele cu piston sunt acționate de un cilindru cu abur, de un motor electric cu reductor de viteză sau de o roată de transmisie cu curea.
La pompele cu dublu efect debitul este pulsat dar continuu, atingând la un moment debitul zero.

## Pompe cu piston și ferestre de aspirație
Aceste pompe sunt folosite pentru pomparea lichidelor vâscoase și pentru evacuarea lichidelor sau amestecurilor de lichide și gaze din recipiente sub presiune, adică în acele cazuri în care lichidul din conducta de aspirație nu poate deschide destul de repede supapele de aspirație sau nu dispune de presiunea necesară pentru a le deschide.
La pompele cu ferestre, deschiderea și închiderea aspirației rezultă din descoperirea sau acoperirea de către piston a unor deschideri situate în treimea mijlocie a cilindrului și comunicând cu conducta de aspirație.

## Pompe cu plunger
Plungerul este un corp cilindric care prin volumul lui relativ mare înlocueste pistonul, cu scopul de a mări și micsora alternativ camera de pompare. Etanșarea se face printr-o cutie de etanșare, montată de capătul camerei de pompare, ușor de strâns și de ajustat din exterior.
Pompele cu plunger mai au un avantaj: faptul că supapele pot fi montate oriunde în peretele camerei de pompare.

## Pompe cu piston lichid
Aceste pompe servesc pentru pomparea lichidelor corozive sau calde.Pistonul sau plungerul și cilindrul sunt protejate de acțiunea corozivă a lichidului printr-o pernă de lichid inofensiv și imiscibil cu lichidul pompat.
Același principiu este folosit și pentru pomparea lichidelor calde.Pistonul sau plungerul acționează permanent într-o cantitate de lichid de pompat care  s-a răcit și care este în contact cu restul lichidului printr-o conductă destul de lungă, pentru a menține diferența de temperatură între lichidul pompat și cald și lichidul-piston rece.